# Mezilaurus vanderwerffii
Mezilaurus vanderwerffii é uma espécie de planta pertencente ao gênero Mezilaurus.É endêmica ao Brasil, ocorrendo nos estados de Mato Grosso e Mato Grosso do Sul. De acordo com a União Internacional para a Conservação da Natureza, seu estado de conservação é vulnerável.